# Discografia de Imagine Dragons
A discografia da banda norte-americana de rock alternativo Imagine Dragons é composta por cinco álbuns de estúdio, quatro álbum ao-vivo, dez Extended Play's, trinta e dois singles e vinte e sete videoclipes. A banda lançou seu álbum de estreia um Extended Play, autointitulado em setembro de 2009, Hell and Silence e It's Time em junho de 2010 e 2011, respectivamente. Com o lançamento de quarto extended play, Continued Silence, em fevereiro de 2012. "It's Time" foi lançado como o primeiro single do EP, atingindo a 15ª posição na Billboard Hot 100. Enquanto o Continued Silence alcançou o 40º lugar na Billboard 200, principal parada de álbuns dos Estados Unidos.
Em 2012, a banda chegaria as lojas com seu primeiro álbum de estúdio, Night Visions. Debutou na 2ª posição da Billboard 200 e rendeu os singles Radioactive e Demons, que atingiram a 3º e 6ª posição, respectivamente. O segundo disco, Smoke + Mirrors, foi lançado em 2015.
O segundo álbum de estúdio da banda, intitulado Smoke + Mirrors, foi lançado em fevereiro de 2015, já estreando no topo da Billboard 200. Em junho de 2017 a banda lançou o seu terceiro álbum de estúdio, Evolve. O álbum foi precedido por dois singles "Believer "e "Thunder", que alcançaram o número quatro na Billboard Hot 100. Depois foi lançado o terceiro single, "Whatever It Takes". O quarto álbum de estúdio, Origins, foi lançado no dia 9 de novembro de 2018. Cinco singles foram lançados do álbum: "Natural", "Zero", "Machine", "Bad Liar "e" Birds "com Elisa.
Em 2021, depois de uma pausa desde dezembro de 2019, a banda retornou em março com o lançamento dos singles "Follow You" e "Cutthroat", tendo o lançamento do videoclipe de "Follow You" dois dias depois. Em julho, a banda lançou "Wrecked", uma composição do vocalista Dan Reynolds em homenagem à cunhada, que faleceu devido ao câncer. Todos esses singles lançados durante o ano fazem parte do quinto álbum de estúdio da banda, chamado Mercury - Act 1 lançado pelo grupo no dia 3 de setembro 2021, alcançando a nona posição na Billboard 200 na semana de lançamento.

## Álbuns

### Álbuns de estúdio
| Ano  | Álbum | Posições | Posições | Posições | Posições | Posições | Posições | Posições | Posições | Posições | Posições | Posições | Vendas                                  | Certificações                                                                                         |
| Ano  | Álbum | EUA      | EUA Alt. | ALE      | AUS      | CAN      | IRL      | NOR      | NZ       | SUI      | SUE      | UK       | Vendas                                  | Certificações                                                                                         |
| ---- | --- | -------- | -------- | -------- | -------- | -------- | -------- | -------- | -------- | -------- | -------- | -------- | --------------------------------------- | --- |
| 2012 | Night Visions - Lançamento: 4 de Setembro de 2012 - Formatos: CD, download digital - Gravadora: Interscope Records       | 2        | 1        | 6        | 4        | 3        | 3        | 5        | 3        | 9        | 7        | 2        | - : 7.000.000 - : 2.400.000 - : 400.000 | - RIAA: 2× Platina - BVMI: PLatina - ARIA: Platina - MC: 3× Platina - IFPI: Platina - BPI: Platina    |
| 2015 | Smoke + Mirrors - Lançamento: 17 de fevereiro de 2015 - Formatos: CD, download digital - Gravadora: Interscope Records   | 1        | 3        | 3        | 4        | 1        | 6        | 11       | 4        | 3        | 21       | 1        | - : 1.000.000 - : 200.000               | - RIAA: Platina - BPI: Ouro - MC: Ouro                                                                |
| 2017 | Evolve - Lançamento: 23 de junho de 2017 - Formatos: CD, download digital - Gravadora: Interscope Records                | 2        | 1        | 3        | 4        | 1        | 3        | 1        | 3        | 1        | 2        | 3        | - : 2.000.000 - : 100.000               | - RIAA: 2× Platina - BPI: Ouro - SNEP: 3× Platina - BVMI: Ouro - RMNZ: 2× Platina - : PMB: 2× Platina |
| 2018 | Origins - Lançamento: 9 de novembro de 2018 - Formatos: CD, download digital - Gravadora: Interscope Records             | 2        | 1        | 6        | 4        | 1        | 11       | 2        | 3        | 2        | 2        | 9        | - : 61.000                              | - SNEP: 2× Platina - ZPAV: Ouro - FIMI: Ouro - BPI: Prata - RIAA: Platina - BVMI: Ouro                |
| 2021 | Mercury - Act 1 - Lançamento: 3 de setembro de 2021 - Formatos: CD, download digital, LP - Gravadora: Interscope Records | 9        | 2        | 5        | 10       | 8        | 26       | -        | 11       | 4        | -        | 7        | - : 17.000                              | - BPI: Prata - FIMI: Platina - SNEP: 2× Platina                                                       |

### Álbuns ao vivo
| Título                                | Informações                                                                                   | Posições nas paradas | Posições nas paradas |
| Título                                | Informações                                                                                   | BEL (FL)             | BEL (WA)             |
| ------------------------------------- | --------------------------------------------------------------------------------------------- | -------------------- | -------------------- |
| Live at Independent Records           | - Lançamento: 20 de abril de 2013 - Gravadora: Interscope - Formatos: CD                      | —                    | —                    |
| Imagine Dragons Live: London Sessions | - Lançamento: 6 de julho de 2013 - Gravadora: Interscope - Formatos: Streaming aúdio          | —                    | —                    |
| Night Visions Live                    | - Lançamento: 4 de março de 2014 - Gravadora: Interscope - Formatos: CD+DVD, Digital download | 159                  | 110                  |

### Extended Plays
| Ano  | Álbum | Posições | Posições | Posições | Posições | Posições |
| Ano  | Álbum | EUA      | EUA Alt. | US Rock  | IRL      | SUE      |
| ---- | --- | -------- | -------- | -------- | -------- | -------- |
| 2008 | Speak to Me - Lançamento: 2008 - Formatos: CD, download digital                                          | —        | —        | —        | —        | —        |
| 2009 | Imagine Dragons - Lançamento: 1 de Setembro - Formatos: CD, download digital - Gravadora: Interscope     | —        | —        | —        | —        | —        |
| 2010 | Hell and Silence - Lançamento: 1 de Junho - Formatos: CD, download digital - Gravadora: Interscope       | —        | —        | —        | —        | —        |
| 2011 | It's Time - Lançamento: 12 de Março - Formatos: CD, download digital - Gravadora: Interscope             | —        | —        | —        | —        | —        |
| 2012 | Continued Silence - Lançamento: 14 de Fevereiro - Formatos: CD, download digital - Gravadora: Interscope | 40       | 8        | 11       | 86       | 20       |
| 2012 | Hear Me - Lançamento: 25 de Novembro - Formatos: CD, download digital - Gravadora: Interscope            | —        | —        | —        | —        | —        |
| 2013 | The Archive - Lançamento: 12 de Fevereiro - Formatos: CD, download digital - Gravadora: Interscope       | 124      | 34       | 25       | —        | —        |
| 2013 | iTunes Session - Lançamento: 28 de Maio - Formatos: CD, download digital - Gravadora: Interscope         | 56       | 13       | 17       | —        | —        |
| 2015 | Shots EP - Lançamento: 4 de Maio - Formatos: Download digital - Gravadora: Interscope                    | —        | —        | —        | —        | —        |
| 2021 | Follow You / Cutthroat - Lançamento: 12 de março - Formatos: Download digital - Gravadora: Interscope    | —        | —        | —        | —        | —        |

## Singles
| Ano  | Canção                                                                               | Melhores posições atingidas | Melhores posições atingidas | Melhores posições atingidas | Melhores posições atingidas | Melhores posições atingidas | Melhores posições atingidas | Melhores posições atingidas | Melhores posições atingidas | Melhores posições atingidas | Melhores posições atingidas | Melhores posições atingidas | Melhores posições atingidas                                                         | Certificações | Álbum                                        |
| Ano  | Canção                                                                               | EUA                         | EUA Atl.                    | EUA Rock                    | ALE                         | AUS                         | AUT                         | CAN                         | IRL                         | NZ                          | SUI                         | SUE                         | UK                                                                                  | Certificações | Álbum                                        |
| ---- | ------------------------------------------------------------------------------------ | --------------------------- | --------------------------- | --------------------------- | --------------------------- | --------------------------- | --------------------------- | --------------------------- | --------------------------- | --------------------------- | --------------------------- | --------------------------- | ----------------------------------------------------------------------------------- | --- | -------------------------------------------- |
| 2012 | "It's Time"                                                                          | 15                          | 4                           | 3                           | 20                          | 6                           | 27                          | 30                          | 37                          | 9                           | 38                          | 36                          | 23                                                                                  | - RIAA: Platina - ARIA: Platina - MC: 2× Platina | Night Visions                                |
| 2012 | "Radioactive"                                                                        | 3                           | 1                           | 1                           | 4                           | 4                           | 6                           | 5                           | 16                          | 4                           | 5                           | 1                           | 12                                                                                  | - RIAA: Diamante | Night Visions                                |
| 2012 | "Hear Me"                                                                            | —                           | —                           | —                           | —                           | —                           | —                           | —                           | —                           | —                           | —                           | —                           | 37                                                                                  | | Night Visions                                |
| 2013 | "On Top of the World"                                                                | 79                          | 29                          | 14                          | 13                          | 6                           | 10                          | —                           | 27                          | 10                          | 14                          | 40                          | 34                                                                                  | - RIAA: 5× Platina - ARIA: Platina - RIANZ: Platina - IFPI: Platina                                                                                  | Night Visions                                |
| 2013 | "Monster"                                                                            | 78                          | —                           | 13                          | —                           | —                           | —                           | 41                          | —                           | —                           | —                           | —                           | —                                                                                   | | Single sem álbum                             |
| 2013 | "Demons"                                                                             | 6                           | 2                           | 2                           | 15                          | 11                          | 7                           | 4                           | 11                          | 12                          | 8                           | 7                           | 13                                                                                  | - RIAA: 5× Platina - ARIA: Ouro - MC: Platina - RIANZ: Platina                                                                                       | Night Visions                                |
| 2014 | "I Bet My Life"                                                                      | 28                          | 14                          | 3                           | 65                          | 36                          | 74                          | 15                          | 40                          | 27                          | 71                          | —                           | 27                                                                                  | - MC: Platina | Smoke + Mirrors                              |
| 2014 | "Battle Cry"                                                                         | —                           | —                           | 24                          | —                           | 44                          | —                           | —                           | —                           | —                           | —                           | —                           | 111                                                                                 | | Smoke + Mirrors                              |
| 2014 | "Warriors"                                                                           | —                           | —                           | 10                          | 58                          | —                           | —                           | 60                          | 80                          | —                           | —                           | —                           | 54                                                                                  | | Smoke + Mirrors                              |
| 2014 | "Gold"                                                                               | —                           | —                           | 12                          | —                           | —                           | —                           | —                           | —                           | —                           | —                           | —                           | —                                                                                   | | Smoke + Mirrors                              |
| 2015 | "Shots"                                                                              | 77                          | —                           | 5                           | 60                          | 66                          | 73                          | 72                          | —                           | —                           | —                           | 51                          | 91                                                                                  | | Smoke + Mirrors                              |
| 2015 | "Roots"                                                                              | 77                          | —                           | 5                           | —                           | —                           | —                           | —                           | —                           | —                           | —                           | —                           | 127                                                                                 | | Não tem álbum                                |
| 2015 | "I Was Me"                                                                           | —                           | —                           | 17                          | —                           | —                           | —                           | —                           | —                           | —                           | —                           | —                           | —                                                                                   | | Não tem álbum                                |
| 2016 | "Sucker for Pain" (com Lil Wayne, Wiz Khalifa, Logic, Ty Dolla Sign e X Ambassadors) | 15                          | —                           | 3                           | 8                           | 7                           | 6                           | 19                          | 18                          | 5                           | 16                          | 9                           | 11                                                                                  | - RIAA: 2× Platina - ARIA: Platina - BPI: Prata - RMNZ: Ouro                                                                                         | Suicide Squad: The Album                     |
| 2016 | "Levitate"                                                                           | —                           | —                           | 19                          | —                           | —                           | —                           | —                           | —                           | —                           | —                           | —                           | —                                                                                   | | Trilha Sonora de Passageiros                 |
| 2017 | "Believer"                                                                           | 4                           | 1                           | 1                           | 23                          | 33                          | 3                           | 7                           | 33                          | 26                          | 6                           | 22                          | 42                                                                                  | - ARIA: Platina - BPI: Prata - MC: 5× Platina - BVMI: Ouro - RMNZ: Platina                                                                           | Evolve                                       |
| 2017 | "Thunder"                                                                            |                             |                             |                             |                             |                             |                             |                             |                             |                             |                             |                             |                                                                                     | | Evolve                                       |
| 2017 | 4                                                                                    | 1                           | 2                           | 2                           | 2                           | 2                           | 5                           | 18                          | 3                           | 2                           | 10                          | 20                          | - ARIA: 2× Platina - BPI: Prata - MC: 2× Platina - BVMI: Platina - RMNZ: Platina    | | Evolve                                       |
| 2017 | "Whatever It Takes"                                                                  | 12                          | —                           | 1                           | —                           | 34                          | —                           | 26                          | 86                          | —                           | —                           | —                           | 93                                                                                  | - ARIA: 2× Platina - RIAA: 2× Platina - : PMB: 2× Platina - : BPI: Prata - : FIMI: 3× Platina - : BVMI: Platina - : MC: 2× Platina - : SNEP: Platina | Evolve                                       |
| 2017 | "Next To Me"                                                                         | —                           | —                           | 7                           | —                           | 96                          | —                           | 68                          | —                           | —                           | —                           | —                           | 98                                                                                  | - : SNEP: Ouro - : PMB: Ouro | Evolve                                       |
| 2018 | "Born to Be Yours"                                                                   | 74                          | —                           | —                           | —                           | 18                          | —                           | 31                          | 20                          | 22                          | —                           | —                           | 54                                                                                  | - ARIA: 2× Platina - BPI: Prata - MC: Platina - RMNZ: Ouro                                                                                           | Origins                                      |
| 2018 | "Natural"                                                                            |                             |                             |                             |                             |                             |                             |                             |                             |                             |                             |                             |                                                                                     | | Origins                                      |
| 2018 | 13                                                                                   | —                           | 1                           | —                           | 28                          | —                           | 12                          | 35                          | 37                          | —                           | —                           | 49                          | - BPI: Prata - MC: Platina - BVMI: Ouro - : SNEP: Ouro - FIMI: Platina - IFPI: Ouro | | Origins                                      |
| 2018 | "Zero"                                                                               | —                           | —                           | 9                           | —                           | —                           | —                           | —                           | —                           | —                           | —                           | —                           | —                                                                                   | | Origins                                      |
| 2018 | "Machine"                                                                            | —                           | —                           | 17                          | —                           | —                           | —                           | —                           | —                           | —                           | —                           | —                           | —                                                                                   | | Origins                                      |
| 2018 | "Bad Liar"                                                                           | 56                          | —                           | 2                           | —                           | 20                          | —                           | 50                          | 36                          | 16                          | —                           | —                           | 44                                                                                  | - MC: Platina - BVMI: Ouro - : SNEP: Ouro - FIMI: Ouro - ARIA: Platina - RMNZ: Ouro                                                                  | Origins                                      |
| 2019 | "Birds" (feat. Elisa)                                                                | —                           | —                           | 30                          | —                           | —                           | —                           | —                           | —                           | 46                          | —                           | —                           | —                                                                                   | - FIMI: Platina - : SNEP: Platina | Origins                                      |
| 2021 | "Follow You"                                                                         | 68                          | —                           | 7                           | 49                          | —                           | —                           | 47                          | —                           | —                           | 23                          | —                           | 100                                                                                 | - MC: Platina - : SNEP: Diamante - FIMI: Platina | Mercury - Act 1                              |
| 2021 | "Cutthroat"                                                                          | —                           | —                           | 28                          | —                           | —                           | —                           | —                           | —                           | —                           | —                           | —                           | —                                                                                   | | Mercury - Act 1                              |
| 2021 | "Wrecked"                                                                            | —                           | —                           | 11                          | 75                          | —                           | —                           | 91                          | 77                          | —                           | 12                          | —                           | —                                                                                   | - FIMI: Ouro - MC: Ouro - : SNEP: Diamante | Mercury - Act 1                              |
| 2021 | "Monday"                                                                             | —                           | —                           | 28                          | —                           | —                           | —                           | —                           | —                           | —                           | —                           | —                           | —                                                                                   | | Mercury - Act 1                              |
| 2021 | "Enemy" (com JID)                                                                    | 5                           | —                           | 3                           | 4                           | 15                          | —                           | 8                           | —                           | 20                          | 6                           | 6                           | 17                                                                                  | - ARIA: Platina - BPI: Prata - FIMI: Ouro - MC: Ouro - : SNEP: Ouro                                                                                  | Arcane (Soundtrack from the Animated Series) |
| 2022 | "Bones"                                                                              | 87                          | —                           | 7                           | 99                          | —                           | —                           | 53                          | —                           | —                           | 11                          | —                           | 84                                                                                  | - ARIA: Ouro - FIMI: Platina - BPI: Prata - : SNEP: Diamante                                                                                         | Mercury – Act 2                              |
| 2022 | "Sharks"                                                                             | —                           | —                           | —                           | —                           | —                           | —                           | —                           | —                           | —                           | —                           | —                           | —                                                                                   | - : SNEP: Platina | Mercury – Act 2                              |
| 2022 | "I Don't Like Myself"                                                                | —                           | —                           | 48                          | —                           | —                           | —                           | —                           | —                           | —                           | —                           | —                           | —                                                                                   | | Mercury – Act 2                              |
| 2022 | "Symphony"                                                                           | —                           | —                           | —                           | —                           | —                           | —                           | —                           | —                           | —                           | —                           | —                           | —                                                                                   | - : SNEP: Ouro | Mercury – Act 2                              |
| 2023 | "Crushed"                                                                            | —                           | —                           | —                           | —                           | —                           | —                           | —                           | —                           | —                           | —                           | —                           | —                                                                                   | | Mercury – Act 2                              |
| 2023 | "Children of the Sky"                                                                | —                           | —                           | —                           | —                           | —                           | —                           | —                           | —                           | —                           | —                           | —                           | —                                                                                   | |                                              |

## Singles promocionais
| Título              | Ano  | Posições nas paradas | Posições nas paradas | Posições nas paradas | Álbum             |
| Título              | Ano  | EUARock              | BEL(FL)              | CANRock              | Álbum             |
| ------------------- | ---- | -------------------- | -------------------- | -------------------- | ----------------- |
| "Amsterdam"         | 2012 | 48                   | —                    | 45                   | Night Visions     |
| "Round and Round"   | 2012 | 41                   | —                    | —                    | Continued Silence |
| "Smoke and Mirrors" | 2015 | 32                   | —                    | 11                   | Smoke + Mirrors   |
| "I'm So Sorry"      | 2015 | 14                   | —                    | —                    | Smoke + Mirrors   |

## Outras canções nas paradas
| Título                 | Ano  | Posições nas paradas | Posições nas paradas | Posições nas paradas | Posições nas paradas | Posições nas paradas | Álbum                                      |
| Título                 | Ano  | EUA                  | EUARock              | CAN                  | NZ                   | UK                   | Álbum                                      |
| ---------------------- | ---- | -------------------- | -------------------- | -------------------- | -------------------- | -------------------- | ------------------------------------------ |
| "Tiptoe"               | 2012 | —                    | 34                   | —                    | —                    | 182                  | Night Visions                              |
| "Bleeding Out"         | 2012 | —                    | 30                   | —                    | 35                   | 161                  | Night Visions                              |
| "Who We Are"           | 2013 | —                    | 22                   | 89                   | —                    | 194                  | The Hunger Games: Catching Fire soundtrack |
| "Polaroid"             | 2015 | —                    | 22                   | —                    | —                    | —                    | Smoke + Mirrors                            |
| "Dream"                | 2015 | —                    | 25                   | —                    | —                    | —                    | Smoke + Mirrors                            |
| "It Comes Back to You" | 2015 | —                    | 41                   | —                    | —                    | —                    | Smoke + Mirrors                            |
| "Friction"             | 2015 | —                    | 44                   | —                    | —                    | —                    | Smoke + Mirrors                            |
| "The Fall"             | 2015 | —                    | 47                   | —                    | —                    | —                    | Smoke + Mirrors                            |

## Aparições especiais
| Title                      | Year | Álbum                                      |
| -------------------------- | ---- | ------------------------------------------ |
| "Lost Cause"               | 2012 | Frankenweenie: Unleashed!                  |
| "Ready Aim Fire"           | 2013 | Iron Man 3: Heroes Fall                    |
| "Who We Are"               | 2013 | The Hunger Games: Catching Fire soundtrack |
| "30 Lives" (original demo) | 2013 | Songs for the Philippines                  |
| "Battle Cry"               | 2014 | Transformers: Age Of Extinction            |
| "Warriors"                 | 2015 | League of Legends 2014 World Championship  |

## Músicas com vídeo
| Título                            | Ano  | Diretor(es)                       |
| --------------------------------- | ---- | --------------------------------- |
| "Uptight"                         | 2009 | Luke Andrews                      |
| "It's Time"                       | 2012 | Anthony Leonardi                  |
| "Radioactive"                     | 2012 | Syndrome                          |
| "Demons"                          | 2013 | Isaac Halasima                    |
| "On Top of the World"             | 2013 | Corey Fox e Matt Eastin           |
| "I Bet My Life"                   | 2014 | Jodeb                             |
| "Gold"                            | 2015 | Isaac Halasima                    |
| "Shots"                           | 2015 | Robert Hales                      |
| "Roots"                           | 2015 | Matt Eastin                       |
| "Believer"                        | 2017 | Matt Eastin                       |
| "Thunder"                         | 2017 | Joseph Kahn                       |
| "Whatever It Takes"               | 2017 | Matt Eastin, Aaron Hymes          |
| "Next to Me"                      | 2018 | Mark Pellington                   |
| "Born to Be Yours (with Kygo)"    | 2018 | Matt Eastin, Aaron Hymes          |
| "Natural"                         | 2018 | N/A                               |
| "Zero"                            | 2018 | Dave Meyers                       |
| "Bad Liar"                        | 2019 | Ryan Reichenfeld                  |
| "Birds"                           | 2019 | N/A                               |
| "Nothing Left to Say"             | 2020 | Patrick Foch                      |
| "Follow You"                      | 2021 | Matt Eastin                       |
| "Cutthroat"                       | 2021 | Matt Eastin                       |
| "Follow You (Summer '21 Version)" | 2021 | N/A                               |
| "Wrecked"                         | 2021 | Matt Eastin                       |
| "Monday"                          | 2021 | Matt Eastin                       |
| "Enemy" (com JID)                 | 2021 | Riot Games e Fortiche Productions |
| "Bones"                           | 2022 | Jason Koenig                      |
| "Sharks"                          | 2022 |                                   |